# Musée de l'industrie (Bruxelles)
Le musée de l'Industrie de Bruxelles, aujourd'hui disparu, appelé également musée royal de l'Industrie ou musée des Arts et Métiers, était un musée consacré à faire connaître les productions techniques et industrielles.

## Histoire
En 1826, le roi Guillaume Ier des Pays-Bas crée à Bruxelles un Conservatoire des arts et métiers. La première dénomination montre que l'institution est calquée sur un modèle français : le Conservatoire national des arts et métiers de Paris.
Le roi place à sa direction Jacob Hendrik Onderdewijngaart Canzius (1771-1838), constructeur d'instruments scientifiques à Delft. Celui-ci transporte à Bruxelles sa collection, qui comprend des instruments de Pieter van Musschenbroek, Antoni van Leeuwenhoek et Martin van Marum, pour les intégrer au musée. Les collections sont provisoirement installées dans la Maison Mosselmann, Courte (ou petite) rue des Longs Chariots (rue disparue en 1949).
Il est prévu d'installer le musée à l'actuelle place du Musée. En 1829-1830, l'architecte Nicolas Roget construit deux nouvelles ailes néoclassiques autour de cette place, formant un U avec l'aile du XVIIIe siècle du palais du duc Charles-Alexandre de Lorraine. Ces nouveaux bâtiments doivent devenir le palais de l'Industrie, pour y présenter les expositions d'art industriel, et héberger le musée des Arts et Métiers. Mais la révolution belge interrompt les activités en 1830. Lors de l'épidémie de choléra en 1832, de nombreux hôpitaux ont été ouverts à Bruxelles, dont un à l'hospice Pachéco, un dans l'église des Augustins et un au futur musée de l'Industrie, dans le tout nouveau palais de l'Industrie. Cet hôpital est désigné sous le nom de « Grand hôpital temporaire des cholériques. Palais de l'industrie ».
De 1833 à 1836, le déploiement du musée de l'Industrie est freiné par un projet d'installation du squelette de la « baleine du major Kessels », une baleine échouée à Ostende en 1827.
L'ouverture est enfin annoncée pour le 27 septembre 1839.
Marcellin Jobard, directeur de journaux, ancien lithographe et premier photographe belge, est nommé directeur du musée royal de l'Industrie le 7 avril 1841. Pendant vingt ans, il développera des conceptions muséologiques qui répondent déjà aux exigences actuelles du Conseil international des musées (ICOM)  : la conservation des objets, leur étude et l'éducation du public.
En 1845, Jobard importe un télégraphe de Morse, qui fonctionne en démonstration dans son musée.
Jobard publie le Bulletin du musée de l’industrie, qui touche un large public belge et étranger. Des dessinateurs attachés au musée l'illustrent. Ils exécutent aussi des dessins pour des inventeurs qui veulent prendre des brevets ou pour des industriels qui souhaitent obtenir copie d'un modèle de machine. 
En 1861, l’année même de la mort de Jobard, le musée est remis en question par les politiciens. Une grande partie des collections est vendue. En 1885, le musée, annexé à une école industrielle, est logé au palais du Midi. Il ne reste plus qu'une petite partie des quelque 3 000 objets rassemblés par Jobard. Les objets encore conservés sont surtout des modèles de charpentes et de machines. Deux ans plus tard, en 1887, un incendie ravage l’école et touche surtout les instruments de chimie et de physique, y compris le matériel de Jean Servais Stas qui provenait du laboratoire du musée de l'Industrie.
En 1932, l’École industrielle devient l'Institut des arts et métiers et quitte le palais du Midi. Pendant la Seconde Guerre mondiale, la salle où se trouvent les collections devient un centre d'accueil pour réfugiés puis est occupée par la gendarmerie. En 1945, il ne restait plus qu’un compas de réduction à trois branches du XVIIe ou XVIIIe siècle. C’était la dernière pièce de ce qui fut l’un des plus beaux musées d’Europe au XIXe siècle. En 1968, l'ingénieur Henri Michel voulut l'examiner, mais il avait disparu...
Subsistent heureusement quelques magnifiques objets, qu'Adolphe Quetelet avait fait placer à l'Observatoire royal de Belgique. Aujourd'hui en dépôt aux Musées royaux d'Art et d'Histoire, ils sont le fleuron de la collection des objets scientifiques.